# Abborrtjärnet (Svanskogs socken, Värmland, 656787-131882)
Abborrtjärnet är en sjö i Säffle kommun i Värmland och ingår i Göta älvs huvudavrinningsområde.